# 埃洛普斯一世
埃洛普斯一世（希臘語：Ἀέροπος Αʹ），馬其頓國王，他是腓力一世的兒子。
埃洛普斯一世於西元前6世紀初左右在位，實際年份不詳。當時馬其頓遭到色雷斯人與伊利里亞人的入侵，但最終馬其頓人得以將敵人逐出國土。埃洛普斯死後，其子阿爾塞塔斯繼承王位。